# Maria Martens
Maria Martens (n. 8 ianuarie 1955, Doetinchem, Gelderland, Țările de Jos) este un om politic neerlandez, membru al Parlamentului European în perioada 1999-2004 din partea Țărilor de Jos.
1. ↑  Deputații în Parlamentul European